# Laslovo
Laslovo – wieś w Chorwacji, w żupanii osijecko-barańskiej, w gminie Ernestinovo. W 2011 roku liczyła 1079 mieszkańców.